# Вечкоти
Вечкоти (словен. Večkoti) — поселення в общині Комен, Регіон Обално-крашка, Словенія. Висота над рівнем моря: 169 м.